# Ernő Gyimesi
Ernő Gyimesi, madžarski feldmaršal, * 1888, † 1956.